# Rúmán Szájsz
Rúmán Szájsz (Bourg-de-Péage, 1990. március 26. –) marokkói válogatott labdarúgó, a katari Asz-Szadd hátvédje.

## Pályafutása

### Klubcsapatokban
Szájsz a franciaországi Bourg-de-Péage városában született.
2010-ben mutatkozott be a Valence csapatában. 2011-ben a Clermont Foot, majd 2013-ban a Le Havre szerződtette. 2015-ben az Angershez igazolt. 2016-ban az angol Wolverhampton Wanderershez csatlakozott. 2022. július 1-jén kétéves szerződést kötött a török első osztályban szereplő Beşiktaş együttesével. Először a 2022. augusztus 6-ai, Kayserispor ellen 1–0-ra megnyert mérkőzésen lépett pályára. Első gólját 2023. április 30-án, a Galatasaray ellen hazai pályán 3–1-es győzelemmel zárult találkozón szerezte meg. 2023. július 24-én a katari Asz-Szaddhoz írt alá.

### A válogatottban
2012-ben debütált a marokkói válogatottban. Először a 2012. november 14-ei, Togo ellen 1–0-ra elvesztett mérkőzésen lépett pályára. Első válogatott gólját 2017. január 20-án, szintén Togo ellen 3–1-re megnyert afrikai nemzetek kupája találkozón szerezte meg.

## Statisztikák
2023. május 21. szerint
| Klub                    | Szezon   | Osztály        | Bajnokság | Bajnokság | Kupa  | Kupa | Nemzetközi | Nemzetközi | Összesen | Összesen |
| Klub                    | Szezon   | Osztály        | Meccs     | Gól       | Meccs | Gól  | Meccs      | Gól        | Meccs    | Gól      |
| ----------------------- | -------- | -------------- | --------- | --------- | ----- | ---- | ---------- | ---------- | -------- | -------- |
| Clermont Foot           | 2011–12  | Ligue 2        | 14        | 1         | 0     | 0    | —          | —          | 14       | 1        |
| Clermont Foot           | 2012–13  | Ligue 2        | 21        | 0         | 1     | 0    | —          | —          | 22       | 0        |
| Clermont Foot           | Összesen | Összesen       | 35        | 1         | 1     | 0    | 0          | 0          | 36       | 1        |
| Le Havre                | 2013–14  | Ligue 2        | 27        | 1         | 1     | 0    | —          | —          | 28       | 1        |
| Le Havre                | 2014–15  | Ligue 2        | 34        | 2         | 1     | 0    | —          | —          | 35       | 2        |
| Le Havre                | Összesen | Összesen       | 61        | 3         | 2     | 0    | 0          | 0          | 63       | 3        |
| Angers                  | 2015–16  | Ligue 1        | 35        | 2         | 2     | 0    | —          | —          | 37       | 2        |
| Wolverhampton Wanderers | 2016–17  | Championship   | 24        | 0         | 1     | 0    | —          | —          | 25       | 0        |
| Wolverhampton Wanderers | 2017–18  | Championship   | 42        | 4         | 2     | 0    | —          | —          | 44       | 4        |
| Wolverhampton Wanderers | 2018–19  | Premier League | 19        | 2         | 7     | 0    | —          | —          | 26       | 2        |
| Wolverhampton Wanderers | 2019–20  | Premier League | 33        | 2         | 2     | 0    | 14         | 1          | 49       | 3        |
| Wolverhampton Wanderers | 2020–21  | Premier League | 27        | 3         | 3     | 0    | —          | —          | 30       | 3        |
| Wolverhampton Wanderers | 2021–22  | Premier League | 31        | 2         | 1     | 1    | —          | —          | 32       | 3        |
| Wolverhampton Wanderers | Összesen | Összesen       | 176       | 13        | 16    | 1    | 14         | 1          | 206      | 15       |
| Beşiktaş                | 2022–23  | Süper Lig      | 25        | 1         | 1     | 0    | —          | —          | 26       | 1        |
| Összesen                | Összesen | Összesen       | 332       | 20        | 22    | 1    | 14         | 1          | 368      | 22       |

### A válogatottban
| Válogatott | Év       | Pályára lépés | Gól |
| ---------- | -------- | ------------- | --- |
| Marokkó    | 2012     | 1             | 0   |
| Marokkó    | 2016     | 7             | 0   |
| Marokkó    | 2017     | 13            | 1   |
| Marokkó    | 2018     | 11            | 0   |
| Marokkó    | 2019     | 9             | 0   |
| Marokkó    | 2020     | 3             | 0   |
| Marokkó    | 2021     | 9             | 0   |
| Marokkó    | 2022     | 19            | 1   |
| Marokkó    | 2023     | 3             | 0   |
| Összesen   | Összesen | 75            | 2   |

#### Góljai a válogatottban
| # | Időpont            | Helyszín                        | Ellenfél | Gólok | Eredmény | Kiírás                          |
| - | ------------------ | ------------------------------- | -------- | ----- | -------- | ------------------------------- |
| 1 | 2017. január 20.   | Stade d'Oyem, Oyem, Gabon       | Togo     | 2–1   | 3–1      | 2017-es afrikai nemzetek kupája |
| 2 | 2022. november 27. | Al-Thumama Stadion, Doha, Katar | Belgium  | 1–0   | 2–0      | 2022-es VB                      |

## Sikerei, díjai
Wolverhampton Wanderers
- Championship
  - Feljutó (1): 2017–18

Egyéni
- Angers – A Szezon Játékosa: 2015–16